# Condado de Płońsk
Condado de Płońsk (polaco: powiat płoński) é um powiat (condado) da Polónia, na voivodia de Mazóvia. A sede do condado é a cidade de Płońsk. Estende-se por uma área de 1383,67 km², com 87 584 habitantes, segundo os censos de 2005, com uma densidade 63,3 hab/km².

## Divisões admistrativas
O condado possui:
Comunas urbanas: Płońsk, Raciąż
Comunas rurais: Baboszewo, Czerwińsk nad Wisłą, Dzierzążnia, Joniec, Naruszewo, Nowe Miasto, Płońsk, Raciąż, Sochocin, Załuski
Cidades: Płońsk, Raciąż

## Demografia
População (dados de 30 de Junho de 2005):
|          | Total   | Total | Mulheres | Mulheres | Homens  | Homens |
| -------- | ------- | ----- | -------- | -------- | ------- | ------ |
|          | pessoas | %     | pessoas  | %        | pessoas | %      |
| Total    | 87 584  | 100   | 44 423   | 50,7     | 43 161  | 49,3   |
| Cidades  | 26 992  | 100   | 14 161   | 52,5     | 12 831  | 47,5   |
| Povoados | 60 592  | 100   | 30 262   | 49,9     | 30 330  | 50,1   |